# HAT-P-29
HAT-P-29 — звезда, которая находится в созвездии Персей на расстоянии около 1050 световых лет от нас. Вокруг звезды обращается, как минимум, одна экзопланета. В рамках конкурса NameExoWorlds, проводимым Международным астрономическим союзом в 2019 году, звезда получила собственное имя Муспельхейм (Muspelheim).

## Характеристики
HAT-P-29 — звезда главной последовательности, имеющая массу и радиус, равные 1,20 и 1,22 солнечных соответственно. Температура поверхности составляет около 6087 кельвинов. Светимость звезды превышает солнечную в 1,84 раза. Возраст HAT-P-29 оценивается приблизительно в 2,2 миллиарда лет.

## Планетная система
В 2011 году группой астрономов, работающих в рамках проекта HATNet, было объявлено об открытии планеты HAT-P-29 b в системе. Это типичный горячий юпитер — газовая планета, не имеющая твёрдой поверхности, обращающаяся очень близко к родительской звезде (на расстоянии 0,067 а. е.) Температура её атмосферы приблизительно равна 1260 кельвинов, или 987 градусов по Цельсию. Масса и радиус планеты равны 0,78 и 1,1 юпитерианских соответственно. Открытие было совершено транзитным методом. В 2019 году планета была названа Сурт (Surt).